# Ramphotyphlops exocoeti
Ramphotyphlops conradi es una especie de serpientes de la familia Typhlopidae.

## Distribución geográfica
Es endémica de la isla de Navidad, perteneciente a Australia.